# Chajjim Kac
Chajjim Kac (hebr.: חיים כץ, ang.: Haim Katz, ur. 21 grudnia 1947 w Niemczech) – izraelski polityk, w latach 2015–2019 minister opieki społecznej, od 1999 poseł do Knesetu głównie z listy Likudu.

## Życiorys
Urodził się w Niemczech 21 grudnia 1947, w 1949 wraz z rodziną wyemigrował do Izraela.
W wyborach parlamentarnych w 1999 po raz pierwszy dostał się do izraelskiego parlamentu, jako jeden z dwóch posłów z listy Am Echad. W 2003 zdobył mandat już z listy prawicowego Likudu. W wyborach w 2006 nie uzyskał reelekcji, ale powrócił do Knesetu już 21 listopada tegoż roku, po rezygnacji Natana Szaranskiego. Skutecznie kandydował w wyborach w 2009, 2013, 2015 i kwietniu 2019.
14 maja 2015 został ministrem opieki społecznej w czwartym rządzie Binjamina Netanjahu.
W wyborach w kwietniu 2019 uzyskał reelekcję.